# Bergagölen, Närke
Bergagölen är en sjö i Askersunds kommun i Närke och ingår i Motala ströms huvudavrinningsområde. Sjöns area är 0,0025 kvadratkilometer och den är belägen 128,4 meter över havet.